# Amnesisk skaldjursförgiftning
Amnesisk skaldjursförgiftning - ASP – Amnesic shellfish poisoning är en skaldjursförgiftning som orsakas av giftet domorinsyra som produceras naturligt av kiselalger .
Amnesisk skaldjursförgiftning kan ge diarré, kräkningar och i vissa fall även minnesförlust. Den brukar även kallas för DAP (domoic acid poisoning) eftersom minnesförlust inte alltid är en del av symtomen. Symptom för amnesisk skaldjursförgiftning visar sig inom 24 timmar efter intag av de blötdjur som är drabbade. Första fallet av amnesisk skaldjursförgiftning inträffade i Kanada år 1987 där denna sorts förgiftning orsakade tre dödsfall och över 100 fall av akut förgiftning. 
Domorinsyra skadar delar av hjärnan genom att ge nervcellerna en okontrollerad ökning av kalcium. Toxinet kan inte förstöras genom kokning eller frysning.